# Halsbandmuskaatduif
De halsbandmuskaatduif (Ducula zoeae) is een vogel uit de familie der Columbidae (Duiven en tortelduiven).

## Verspreiding en leefgebied
Deze soort is endemisch in Nieuw-Guinea.